# Lanteuil
Lanteuil – miejscowość i gmina we Francji, w regionie Nowa Akwitania, w departamencie Corrèze.
Według danych na rok 1990 gminę zamieszkiwało 431 osób, a gęstość zaludnienia wynosiła 19 osób/km² (wśród 747 gmin Limousin Lanteuil plasuje się na 282. miejscu pod względem liczby ludności, natomiast pod względem powierzchni na miejscu 288.).